# Hebe albiflora
Hebe albiflora é uma espécie de planta do gênero Hebe.